# Yuem Hye-seun
Yuem Hye-seun (ur. 3 lutego 1991 w Mokpo) – południowokoreańska siatkarka, grająca na pozycji rozgrywającej.
Jej młodsza siostra Orkhon, również jest siatkarką.

## Sukcesy klubowe
Mistrzostwo Korei Południowej:
- 2011, 2016
- 2010, 2012, 2018, 2025[3]
- 2013, 2015, 2024[4]

Puchar KOVO:
- 2014

## Sukcesy reprezentacyjne
Mistrzostwa Azji:
- 2017[5], 2019[6]